# Biserica „Sfinții Arhangheli Mihail și Gavriil” din Bălți (strada Soroca)
Biserica „Sfinții Arhangheli Mihail și Gavriil” este o biserică amplasată pe str. Soroca, 109/A în Bălți, Republica Moldova. Este un monument istoric și arhitectural de importanță națională inclus în Registrul monumentelor Republicii Moldova ocrotite de stat cu nr. 7 (municipiul Bălți). Datează din 1936-1939.
Până în mai 2025, la aceeași poziție din Registru se afla sub regim de protecție și „Cimitirul Nou, cartierul Slobozia”.